# معركة الطائف 1924
معركة ضم الطائف إلى الدولة السعودية الثالثة احد المعارك في مسيرة توحيد المملكة العربية السعودية، حيث وقعت السيطرة على الطائف في يوم 7 صفر 1343هـ الموافق 29 أغسطس 1924م، بعد انسحاب القوات الحجازية منها، مما مهد الطريق أمام القوات السعودية لدخول مكة وجدة، وإنهاء حكم الأشراف في الحجاز

## الخلفية
في أعقاب الحرب العالمية الأولى، أعلن الشريف حسين بن علي استقلال الحجاز عن الدولة العثمانية عام 1916، بعد قيادته للثورة العربية الكبرى. ونتج عن ذلك تأسيس مملكة الحجاز تحت حكم الهاشميين.
من جهة أخرى، كان عبد العزيز بن عبد الرحمن آل سعود يوسع نفوذه من الرياض إلى مناطق نجد والأحساء والقصيم، ويؤسس لما سيُعرف لاحقًا بالدولة السعودية الثالثة.

## الأسباب
توترت العلاقات بين مملكة الحجاز وسلطنة نجد بسبب عدة عوامل:
- التنافس السياسي على زعامة الجزيرة العربية؛
- الخلافات الدينية بين المذهب السني المالكي في الحجاز والدعوة السلفية في نجد؛
- منع الحجاج النجديين من أداء الحج أكثر من مرة.[4]

وفي منتصف عام 1924، قرر الملك عبد العزيز التقدم عسكريًا نحو الحجاز

## المعركة
وصلت قوة الإخوان إلى مشارف الطائف أواخر أغسطس 1924، وقدرت بأكثر من 3,000 مقاتل. أما الحامية الحجازية في المدينة فكانت بقيادة علي بن الحسين، نجل الشريف حسين، .بعد اشتداد الحصار وقلة الدعم من مكة، انسحب الأمير علي من المدينة، ودخل الإخوان الطائف دون مقاومة كبيرة يوم 7 صفر 1343هـ (29 أغسطس 1924م)

## مجزرة الطائف
بعد دخول قوات الإخوان إلى الطائف وقع ما يُعرف بـ مجزرة الطائف، حيث قُتل عدد كبير من المدنيين والموظفين الموالين الى مملكة الحجاز.تُقدر أعداد الضحايا بما يتراوح بين 300 إلى 400 قتيل، شملت القضاة، رجال الشرطة، وأفرادًا من العائلات البارزة في المدينة

## انظر ايضا
- الحسين بن علي
- عبد العزيز آل سعود
- مجزرة الطائف
- الحرب النجديه الحجازيه